# The Idolmaster Million Live!
The Idolmaster Million Live! (アイドルマスター ミリオンライブ！?, Aidorumasutā Mirion Raibu!), ufficialmente scritto THE iDOLM@STER MILLION LIVE, è un videogioco giapponese free-to-play sviluppato da GREE e Bandai Namco Entertainment per il social network GREE, piattaforma disponibile per i dispositivi mobili. È stato pubblicato per la prima volta il 27 febbraio 2013 per dispositivi Android, salvo poi estendere la compatibilità ai dispositivi con sistema operativo iOS il 22 dicembre 2014. Il gioco è basato sul franchise di The Idolmaster dove, insieme alle 13 idol della 765 Pro, altre 37 nuove ragazze vengono reclutate con il nome di 765 MILLIONSTARS. A differenza di The Idolmaster Cinderella Girls tutte e 37 idols hanno ricevuto una doppiatrice e la rispettiva image song.
Nel film del 2014 The Idolmaster Movie: Beyond the Brilliant Future! fanno la loro comparsa alcune idol tratte dal gioco, tra cui Yuriko Nanao, Minako Satake, Anna Mochizuki, Shiho Kitazawa, Kana Yabuki, Nao Yokoyama e Serika Hakozaki.
Il 29 giugno 2017 un videogioco musicale sviluppato da Bandai Namco Entertainment e intitolato The Idolmaster Million Live!: Theater Days (アイドルマスターミリオンライブ!シアターデイズ Aidorumasutaa Mirion Raibu! Shiata Deizu?) è stato pubblicato sul Google Play Store e sull'Apple Store in Giappone. Il gioco introduce due nuove idols e una nuova segretaria.
Dopo 4 anni di servizio, nel mese di ottobre 2017 venne annunciata la chiusura del gioco con l'evento finale "Thank You! Million Theater Live Final Party!" tenutosi a metà novembre dello stesso anno. La chiusura del gioco è avvenuta il 19 marzo 2018.

## Trama
La trama riprende le avventure dell'immaginario studio 765 Production dove a seguito della popolarità delle classiche 13 idol, l'agenzia decide di aprire un teatro chiamato 765 Live Theater dove ogni mese le classiche 13 si esibiranno insieme a 37 nuove reclute.
Nel manga, Mirai Kasuga rimase sorpresa da un'esibizione di danza di Shizuka Mogami, allenandosi in vista della sua prossima esibizione. Le due ragazze si presentano e Shizuka le rivela di essere un idol, invitandola successivamente ad assistere la sua performance. Mirai rimase colpita da quell'esibizione, capendo che il suo desiderio era quello di diventare una idol.

## Media

### Media cartacei
Million Live ha ricevuto vari adattamenti manga.
The iDOLM@STER Million Live! tratto dall'omonima serie e realizzato da Monji e Yuki.
The iDOLM@STER Million Live!: Comic Anthology realizzato da Masato Yamane, Kongaripasta, Shiori Hanatsuka e Nekomint.
The iDOLM@STER Million Live!: Back Stage manga 4-koma realizzato da mizuki.
THE IDOLM@STER MILLION LIVE! Blooming Clover realizzato da Kakuya Inayama.

### Discografia
Una serie di CD sono stati pubblicati nel 2013 dalla Lantis Co., Ltd. con il nome di LIVE THE@TER. Questi CD contengono le image song di tutte le idols tratte dal gioco.

#### Live theater performance
- THE IDOLM@STER LIVE THE@TER PERFORMANCE 01『Thank You!』
- THE IDOLM@STER LIVE THE@TER PERFORMANCE 02
- THE IDOLM@STER LIVE THE@TER PERFORMANCE 03
- THE IDOLM@STER LIVE THE@TER PERFORMANCE 04
- THE IDOLM@STER LIVE THE@TER PERFORMANCE 05
- THE IDOLM@STER LIVE THE@TER PERFORMANCE 06
- THE IDOLM@STER LIVE THE@TER PERFORMANCE 07
- THE IDOLM@STER LIVE THE@TER PERFORMANCE 08
- THE IDOLM@STER LIVE THE@TER PERFORMANCE 09
- THE IDOLM@STER LIVE THE@TER PERFORMANCE 10
- THE IDOLM@STER LIVE THE@TER PERFORMANCE 11
- THE IDOLM@STER LIVE THE@TER PERFORMANCE 12
- THE IDOLM@STER LIVE THE@TER PERFORMANCE 13

#### Live theater harmony
- THE IDOLM@STER LIVE THE@TER HARMONY 01
- THE IDOLM@STER LIVE THE@TER HARMONY 02
- THE IDOLM@STER LIVE THE@TER HARMONY 03
- THE IDOLM@STER LIVE THE@TER HARMONY 04
- THE IDOLM@STER LIVE THE@TER HARMONY 05
- THE IDOLM@STER LIVE THE@TER HARMONY 06
- THE IDOLM@STER LIVE THE@TER HARMONY 07
- THE IDOLM@STER LIVE THE@TER HARMONY 08
- THE IDOLM@STER LIVE THE@TER HARMONY 09
- THE IDOLM@STER LIVE THE@TER HARMONY 10

#### Live theater selection cd
- THE IDOLM@STER LIVE THE@TER SELECTION CD

#### Live theater collection
- THE IDOLM@STER 765PRO LIVE THE@TER COLLECTION Vol.1

#### Live theater solo collection
- THE IDOLM@STER LIVE THE@TER SOLO COLLECTION Vol.01
- THE IDOLM@STER LIVE THE@TER SOLO COLLECTION Vol.02
- THE IDOLM@STER LIVE THE@TER SOLO COLLECTION Vol.03 Vocal Edition
- THE IDOLM@STER LIVE THE@TER SOLO COLLECTION Vol.03 Dance Edition
- THE IDOLM@STER LIVE THE@TER SOLO COLLECTION Vol.03 Visual Edition
- THE IDOLM@STER LIVE THE@TER SOLO COLLECTION Vol.04 Sunshine Theater
- THE IDOLM@STER LIVE THE@TER SOLO COLLECTION Vol.04 BlueMoon Theater
- THE IDOLM@STER LIVE THE@TER SOLO COLLECTION Vol.04 Starlight Theater

#### Live theater dreamers
- THE IDOLM@STER LIVE THE@TER DREAMERS 01 Dreaming!
- THE IDOLM@STER LIVE THE@TER DREAMERS 02
- THE IDOLM@STER LIVE THE@TER DREAMERS 03
- THE IDOLM@STER LIVE THE@TER DREAMERS 04
- THE IDOLM@STER LIVE THE@TER DREAMERS 05
- THE IDOLM@STER LIVE THE@TER DREAMERS 06

#### Theater activities
- THE IDOLM@STER THE@TER ACTIVITIES 01
- THE IDOLM@STER THE@TER ACTIVITIES 02
- THE IDOLM@STER THE@TER ACTIVITIES 03

#### Live theater forward
- THE IDOLM@STER LIVE THE@TER FORWARD 01 Sunshine Rhythm
- THE IDOLM@STER LIVE THE@TER FORWARD 02 BlueMoon Harmony
- THE IDOLM@STER LIVE THE@TER FORWARD 03 Starlight Melody